# Карачино (Тюменская область)
Карачино — село в Тобольском районе Тюменской области России, административный центр Карачинского сельского поселения.
Находится на  берегу рек Деньгина и Миримка.
Дороги с твердым покрытием, автобусное сообщение.

## История
В период Сибирского ханства на данном месте стоял город Карачин, древнее татарское селение, где жил ставленник хана Кучума мурза Карача.
В 1581 году его захватили отряды Ермака.  Карачин превратили в форпост Искера. В этом городке погиб Иван Кольцо, сподвижник Ермака.
Первая запись о деревне в дозорной книги от 1624 года. 

## Знаменитости
- Малая родина Елены Кориковой[4]

## Население
| 2010 |
| ---- |
| 496  |

## Улицы
- Улица Блюхера
- Улица Дружбы
- Улица Ершова
- Казачья улица
- Луговой переулок
- Улица Мира
- Молодежная улица
- Новая улица
- Озерный переулок
- Улица Победы
- Полевая улица
- Северная улица
- Улица Солдатова
- Улица Проезд Барский лес
- Улица Проезд Сосновый